# Niger Tornadoes
Niger Tornadoes FC este un club de fotbal din Nigeria, fondat în 1977, își are sediul în orasul Minna. Echipa concurează în prima ligă, primul eșalon al fotbalului nigerian.